# Монлюсон (округ)
Монлюсон (фр. Montluçon) — округ (фр. Arrondissement) во Франции, один из округов в регионе Овернь. Департамент округа — Алье. Супрефектура — Монлюсон.
Население округа на 2006 год составляло 116 702 человек. Плотность населения составляет 50 чел./км². Площадь округа составляет всего 2328 км².